# Wiener Gesundheitsverbund

Verbandslogo

Der Wiener Gesundheitsverbund (Abgekürzt: WIGEV, bis 2020 Wiener Krankenanstaltenverbund/KAV) ist seit dem 1. Jänner 2002 als Unternehmung der Stadt Wien der organisatorische Zusammenschluss aller städtischen Krankenhäuser, Pflegeheime und Ausbildungsstandorte für Pflegepersonal (Campus Alsergrund) der Stadt Wien. Diese werden seither nicht mehr von einer Magistratsabteilung verwaltet, doch ist der Wiener Gesundheitsverbund weiterhin Bestandteil des Magistrats der Stadt Wien und untersteht dessen Geschäftsgruppe Gesundheit und Soziales. Etwa seit 2015 wurde stadtpolitisch über die komplette Ausgliederung aus dem Magistrat und die zweckmäßige neue Rechtsform diskutiert. Im Dezember 2019 beschloss der Wiener Gemeinderat eine Statutenänderung, innerhalb der ersten Jahreshälfte 2020 erfolgte die Umsetzung des neuen Namenskonzepts, in dessen Rahmen die Krankenhäuser der Stadt Wien einheitlich in „Klinik+Bezirksname“ und die Pflegewohnhäuser in „Pflege+Bezirk(steil)“ umbenannt wurden.

## Aufgabe
Der Verbund hat die Aufgabe, kranke und pflegebedürftige Menschen in Wien medizinisch, pflegerisch und psychologisch zu betreuen. Um diese Aufgabe zu erfüllen, führt der Wiener Gesundheitsverbund die Krankenanstalten und Pflegeheime der Stadt Wien sowie sonstige Einrichtungen, die dem Betrieb dieser Krankenanstalten und Pflegeheime unmittelbar dienen.

## Rechtliche Stellung
Der Wiener Gesundheitsverbund wurde vom Gemeinderat der Stadt Wien als Unternehmung gemäß § 71 der Stadtverfassung durch eine Verordnung geschaffen; er ist kein privatrechtliches Unternehmen nach dem für Firmen geltenden Recht. Damit wurden die genannten Einrichtungen zwar nicht aus dem Magistrat ausgegliedert, aber in diesem als gesonderte Institution neben den bestehenden Magistratsabteilungen eingerichtet, ohne es gesellschaftsrechtlich wie Privatunternehmen zu organisieren. Das dem Wiener Gesundheitsverbund zugewiesene Vermögen wird zwar getrennt vom übrigen Vermögen der Stadt Wien verwaltet, der WIGEV besitzt aber keine eigene Rechtspersönlichkeit, sondern handelt namens der Stadt Wien. Die Mitarbeiter des WIGEV sind Bedienstete der Stadt Wien, das Budget ist vom Gemeinderat zu beschließen.
Gegliedert ist der Wiener Gesundheitsverbund in die Generaldirektion und
- die Kliniken der Stadt Wien,
- die Teilunternehmung Allgemeines Krankenhaus der Stadt Wien – Universitätskliniken (In diesen Kliniken ist der Bund, vertreten durch das Wissenschaftsministerium, Finanzierungspartner der Stadt Wien.),
- die Teilunternehmung Geriatriezentren und Pflegewohnhäuser der Stadt Wien mit sozialmedizinischer Betreuung,
- sonstige Einrichtungen, die der Führung der Krankenanstalten sowie der Geriatriezentren und Pflegewohnhäuser der Stadt Wien dienen.

Der Wiener Gemeinderat hat das Recht, den Wiener Gesundheitsverbund bei Bedarf in weitere Teilunternehmungen zu gliedern oder die Organisationsform zu ändern. Derzeit werden zwölf Spitäler, elf Pflegeheime, ein Pflegewohnhaus und 13 fachliche Bildungseinrichtungen verwaltet.

## Finanzgebarung
Der letzte auf der Website vorliegende Wirtschaftsplan, für 2006, weist Umsatzerlöse von 1,8 Milliarden €, ein Ergebnis der gewöhnlichen Geschäftstätigkeit (EGT) von –63 Millionen € und Investitionen von 185 Millionen € aus. Der Personalaufwand wurde mit 1,5 Milliarden € kalkuliert, das Gesamtbudget mit 2,73 Milliarden € vom Gemeinderat beschlossen.
Der Wiener Gesundheitsverbund hat für von Magistratsabteilungen erbrachte Leistungen einen angemessenen Kostenersatz zu leisten. Leistungen, die der Wiener Gesundheitsverbund für andere Dienststellen der Stadt Wien erbracht hat, müssen diesen in angemessener Höhe verrechnet werden.

## Kritik
Der Vergabeskandal des Wiener Gesundheitsverbundes an den deutschen Siemenskonzern beschäftige 2021 das Wiener Landesverwaltungsgericht. Der Gesundheitsverbund schrieb 2020 den Ankauf von Computertomographen aus, deren Spezifikationen speziell auf Produkte der Firma Siemens zuschnitten waren. Die genau definierten Anforderungen wie Wasserkühlung, 3D-Kamera und die exakte Größe des Scanbereichs von 42 Zentimetern konnte nur von den Geräten der Firma Siemens Healthcare Diagnostics erfüllt werden. Gesucht wurden bis zu fünf Geräte im Wert von maximal 8,5 Millionen Euro. Laut dem Wochenmagazin „Profil“ ging der Wiener Gesundheitsverbund sogar so weit, bei bestimmten technischen Spezifikationen Passagen aus den Datenblättern der Siemens-Geräte wortwörtlich für die Ausschreibungsunterlagen abzuschreiben. Im Herbst 2020 erhielt Siemens offiziell den Zuschlag, woraufhin der unterlegene Mitbewerber Canon Medical Systems beim Wiener Landesverwaltungsgericht Einspruch erhob. 2021 erklärte das Verwaltungsgericht Wien die gesamte Ausschreibung für nichtig. In seinem Urteil erklärte es Aspekte der Ausschreibung als unsachlich und diskriminierend. Weiters „widerspreche eine derartige Vorgangsweise den Grundsätzen des Vergaberechts“.

### Politische Verstrickungen
Die Rathausopposition kritisierte das Nahverhältnis der Wiener SPÖ zu Siemens. SPÖ-Stadträtinnen wie Brigitte Ederer und Sonja Wehsely übernahmen nach ihrer politischen Karriere Spitzenfunktionen im Siemenskonzern. Nach Ansicht der ÖVP Wien handelt es sich bei der Causa um einen klaren „SPÖ-Skandal“. Dass der Auftrag auf einen Anbieter „maßgeschneidert“ worden sei, „zeuge von Freunderlwirtschaft“.
Am 22. April 2021 verlangte die ÖVP eine Sitzung zum Thema „Postenschacher und Freunderlwirtschaft sowie maßgeschneiderte Ausschreibungen und Immobiliendeals – das System Wiener SPÖ innerhalb der Stadt Wien!“ im Anschluss an die 8. Wiener Gemeinderatssitzung. Verlangt wurde die Überprüfung der Auftragsvergabe und Ausschreibungen der Stadt Wien der letzten zehn Jahre durch den Bundesrechnungshof (RH).
Der zuständige Gesundheitsstadtrat Peter Hacker (SPÖ) hatte 2021 angekündigt, auch den Stadtrechnungshof alle Ankäufe seit 2017 überprüfen zu lassen.
Anfang Dezember 2023 wurden Prüfergebnisse des RH bezüglich der Beschaffungen in den Wiener Gemeindespitälern publik. Empfohlen wird die Schaffung der Position eines Chief Compliance Officer, der weisungsfrei gestellt werden solle.

## Vom Gesundheitsverbund verwaltete Spitäler

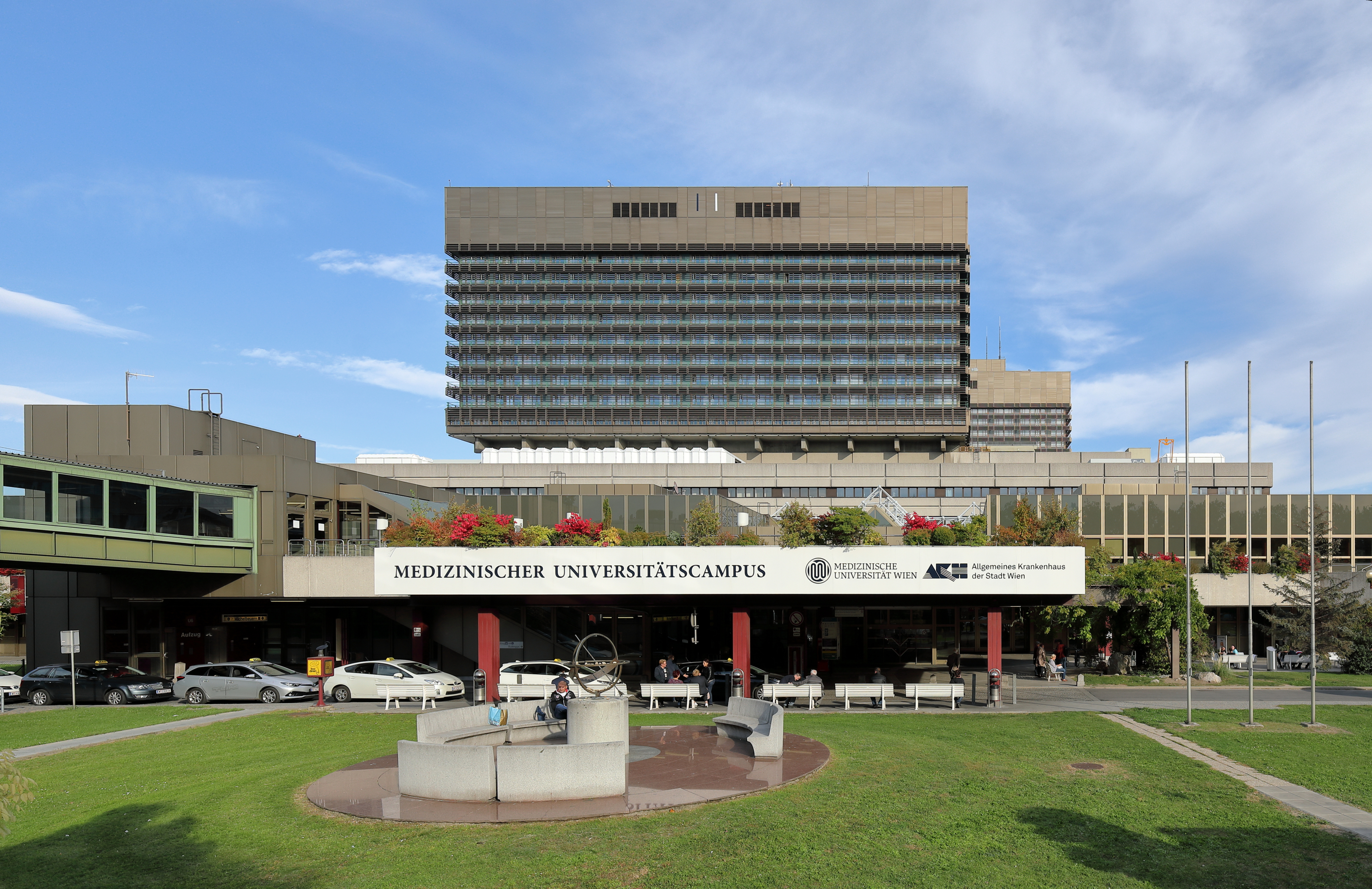
Allgemeines Krankenhaus, Haupteingang mit grünem Bettenturm im Hintergrund

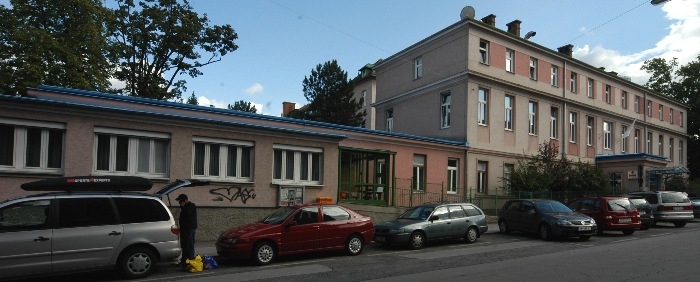
Das ehemalige Gottfried von Preyer’sches Kinderspital in Wien-Favoriten

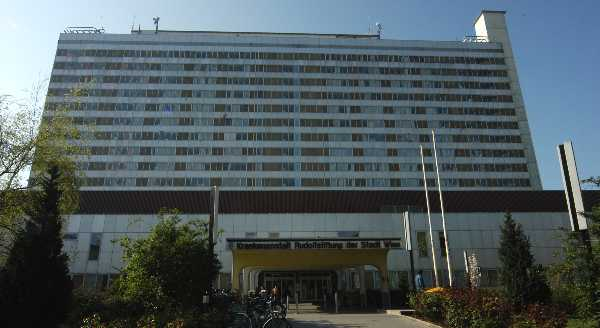
Hauptgebäude der Rudolfstiftung (jetzt Klinik Landstraße) in Wien-Landstraße

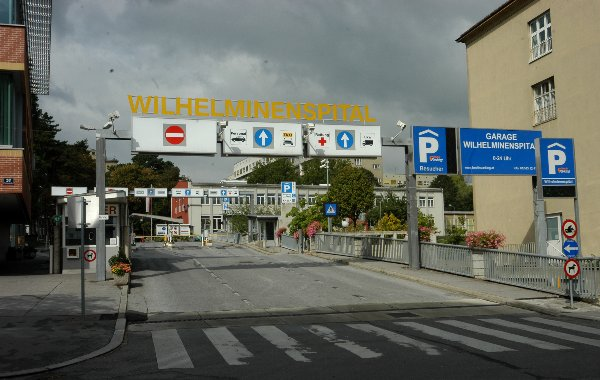
Wilhelminenspital: Haupteingang in der Montleartstraße (Ottakring)

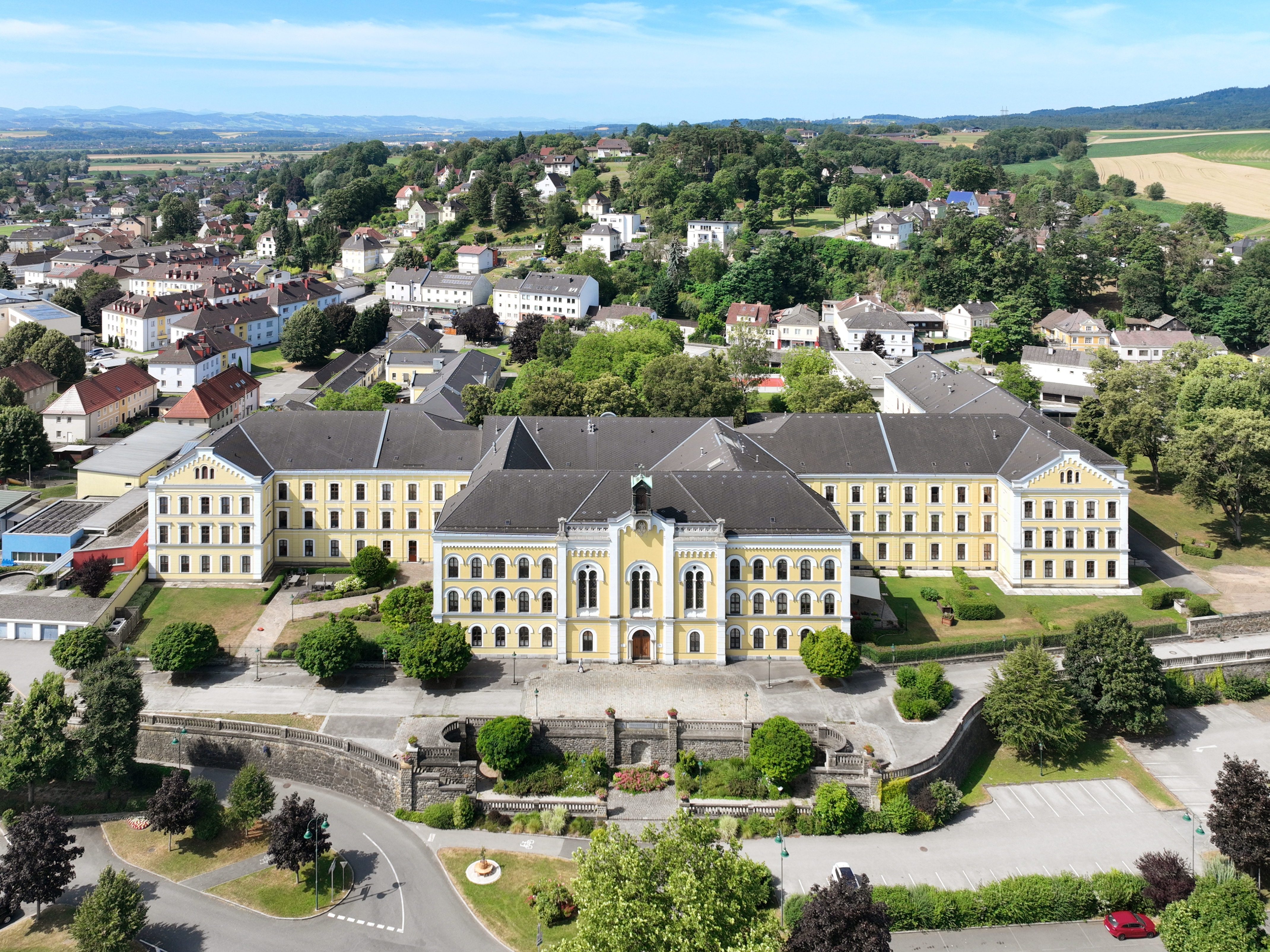
„Haus 2“ des Therapiezentrums Ybbs

- AKH (vollständiger Name: Allgemeines Krankenhaus der Stadt Wien – Universitätskliniken, Währinger Gürtel 18–20, 1090 Wien)
  - 2.116 Betten (1.713 Normalpflegebetten, 137 Intensivbetten, 137 Intermediate-Care-Betten, 129 tagesklinische Betten), 9.304 Bedienstete, rund 99.000 stationäre Aufnahmen und über 550.700 ambulante Fälle (2011),[14] Standort der Wiener Heilstättenschule
- Klinik Donaustadt (historische Bezeichnungen: Sozialmedizinisches Zentrum Ost, Donauspital, Langobardenstraße 122, 1220 Wien)
  - 978 Betten, 2.900 Bedienstete, 52.111 stationäre Aufnahmen und 395.075 ambulante Fälle (2011)[15]
  - Standort der Wiener Heilstättenschule
- Klinik Favoriten (historisch: Sozialmedizinisches Zentrum Süd, Kaiser Franz-Josef-Spital, Kundratstraße 3, 1100 Wien)
  - Rund 777 Betten, rund 2.200 Bedienstete, 35.847 stationäre Aufnahmen[16]
- Klinik Floridsdorf (besser bekannt unter dem Planungsnamen Krankenhaus Nord, Brünner Straße 68, 1210 Wien)
  - knapp 800 Betten, 16 Operationssäle. Ausgelegt auf 17.000 Operationen pro Jahr, 46.000 stationäre Aufnahmen und 250.000 Ambulanzbesuche pro Jahr.[17]
- Klinik Hietzing (umgangssprachlich Krankenhaus Lainz, historische Bezeichnungen: Kaiser-Jubiläums-Spital, Krankenhaus Lainz und Krankenhaus Hietzing, Wolkersbergenstraße 1, 1130 Wien) mit dem Neurologischem Zentrum Rosenhügel (Riedelgasse 5, 1130 Wien)
  - 1.106 Betten, 3.350 Mitarbeiter, 53.000 stationäre Aufnahmen und 91.500 ambulante Fälle (2012)[18]
- Klinik Landstraße (bis 2019 Krankenanstalt Rudolfstiftung, umgangssprachlich auch Rudolfspital, Juchgasse 25, 1030 Wien)
  - Standort der Wiener Heilstättenschule
- Klinik Ottakring (vor der Umstrukturierung als Wilhelminenspital, auch „Willi“ genannt, bekannt, Montléartstraße 37, 1160 Wien)
  - 1.089 Betten, 2.989 Bedienstete, 47.229 stationäre Aufnahmen und 455.401 ambulante Fälle,[19] Standort der Wiener Heilstättenschule
- Klinik Penzing (vorher: Otto Wagner-Spital bzw. umgangssprachlich auch „Steinhof“ nach den dortigen Steinhofgründen genannt, Baumgartner Höhe 1, 1140 Wien)
  - Keine Angaben[20]
- Therapiezentrum Ybbs – Psychiatrisches Krankenhaus (Persenbeugerstraße 1–3, 3370 Ybbs an der Donau)
  - Keine Angaben[21]

### Ehemalige Spitäler

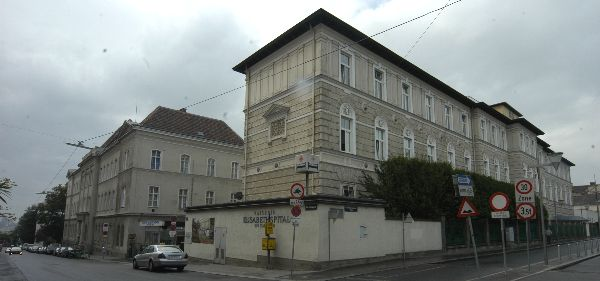
Das ehemalige Kaiserin-Elisabeth-Spital in Rudolfsheim-Fünfhaus

- Kaiserin-Elisabeth-Spital (Huglgasse 1–3, 1150 Wien)
  - 279 Betten, 655 Bedienstete, 8.857 stationäre Aufnahmen und 71.713 ambulante Fälle – Das Krankenhaus wurde per 30. November 2012 geschlossen und das Personal in andere Spitäler transferiert. Der Standort soll zu einem Pflegewohnheim umgebaut werden.[22][23]
- Gottfried von Preyer’sches Kinderspital (Schrankenberggasse 31, 1100 Wien)
  - 82 Betten, rund 330 Bedienstete, 4.258 stationäre Aufnahmen und 48.737 ambulante Fälle – Das Krankenhaus wurde per 30. Juni 2016 geschlossen und die Abteilungen in das Kaiser-Franz-Josef-Spital übersiedelt. Ehemaliger Standort der Wiener Heilstättenschule.
- Orthopädisches Krankenhaus Gersthof (Wielemansgasse 28, 1180 Wien), Übernahme der Mitarbeiter durch das Krankenhaus Nord (jetzt Klinik Floridsdorf) im Jahr 2019
  - 125 Betten, 249 Bedienstete, 3.488 stationäre Aufnahmen (2006) und rund 13.300 ambulante Fälle[24]
- Semmelweis-Frauenklinik (Bastiengasse 36 – 32, 1180 Wien), von 2002 bis zur Übernahme der Mitarbeiter durch das Krankenhaus Nord (jetzt Klinik Floridsdorf) im Jahr 2019 Teil der Rudolfstiftung
- Sozialmedizinisches Zentrum Floridsdorf – Krankenhaus und Geriatriezentrum (Hinaysgasse 1, 1210 Wien)
  - Krankenhaus: 206 Betten, 564 Bedienstete, 8.235 stationäre Patienten und 25.012 ambulante Fälle (2007),[25] Übernahme des Krankenhausbereiches durch das Krankenhaus Nord (jetzt Klinik Floridsdorf) im Jahr 2019
  - Geriatriezentrum: 120 Betten[26] wird weiterhin betrieben
- Sozialmedizinisches Zentrum Sophienspital (Apollogasse 19, 1070 Wien)
  - Keine Angaben[27]

## Vom Gesundheitsverbund verwaltete Pflegeheime

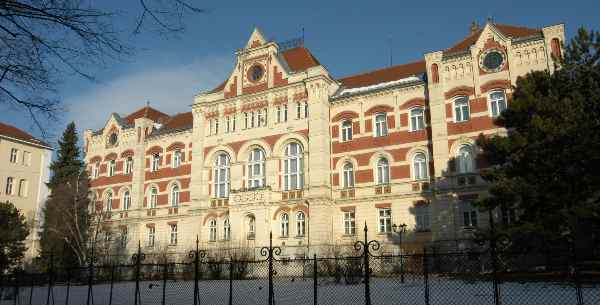
Ehemalige Kaiser-Franz-Joseph-Landwehrkaserne, heutiges Pflege(heim) Baumgarten

Mit dem „Versorgungshaus Lainz“ errichtete die Gemeinde Wien vor dem Ersten Weltkrieg das erste Versorgungsheim der Stadt. In den 1920er-Jahren erfolgte die Umbenennung in Pflegeheim und ab dem Beginn der 1990er-Jahre wurden Pflegeheime in Geriatriezentren umbenannt. Neuerdings gilt auch dieser Begriff als veraltet. Im Rahmen der Umstrukturierung in den Wiener Gesundheitsverbund Anfang 2020 wurden die Pflegewohnhäuser analog zur Umbenennung der städtischen Krankenhäuser in „Pflege+Bezirk(steil)“ umbenannt sowie die Pflegeplätze als Betreuungsplätze bezeichnet.
- Pflege Baumgarten  (Seckendorfstraße 1, 1140 Wien)
  - 314 Betreuungsplätze
- Pflege Donaustadt  (Langobardenstraße 122a, 1220 Wien)
  - 382 Betreuungsplätze
- Pflege Floridsdorf, Sozialmedizinisches Zentrum Floridsdorf – Geriatriezentrum (Bentheimstraße 5, 1210 Wien)
  - 120 Betreuungsplätze
- Pflege Innerfavoriten  (Bernhardtstalgasse 32, 1100 Wien)
  - 266 Betreuungsplätze
- Pflege Leopoldstadt  (Engerthstraße 154, 1020 Wien)
  - 306 Betreuungsplätze
- Pflege Liesing  (Haeckelstraße 1a, 1230 Wien)
  - 322 Betreuungsplätze
- Pflege Meidling  (Stüber-Gunther-Gasse 2, 1120 Wien)
  - 256 Betreuungsplätze
- Pflege Rudolfsheim-Fünfhaus  (Kardinal-Rauscher-Platz 2, 1150 Wien)
  - 324 Betreuungsplätze
- Pflege Simmering  (Dittmanngasse 5, 1110 Wien)
  - 348 Betreuungsplätze
- Geriatriezentrum im Therapiezentrum Ybbs (Persenbeugerstraße 1 – 3, 3370 Ybbs/Donau)
  - 205 Betreuungsplätze

### Ehemalige Pflegeheime
- Geriatriezentrum Am Wienerwald (Jagdschloßgasse 59, 1130 Wien)
  - 1.643 Betten, 2.125 Bedienstete
- Geriatriezentrum Klosterneuburg (Martinstraße 28–30, 3400 Klosterneuburg)
  - 223 Betten, rund 270 Bedienstete[29][30]
- Geriatriezentrum Baumgarten (Hütteldorfer Straße 188, 1140 Wien)
  - 630 Patienten, 750 Bedienstete, ersetzt durch das Pflegewohnhaus Baumgarten mit sozialmedizinischer Betreuung[31]
- Pflegezentrum im Sozialmedizinischen Zentrum Baumgartner Höhe – Otto-Wagner-Spital (Baumgartner Höhe 1, 1140 Wien)
  - Keine Angaben[32]
- Geriatriezentrum im Sozialmedizinischen Zentrum Sophienspital (Apollogasse 19, 1070 Wien)
  - Keine Angaben[33]
- Geriatriezentrum St. Andrä / Traisen (Marienplatz 1, 3130 Herzogenburg)
  - 193 Betten[34][35]

## Vom Gesundheitsverbund geführte Ausbildungsstätten

### Schulen für allgemeine Gesundheits- und Krankenpflege
Ziel der dreijährigen Ausbildung ist der Beruf der diplomierten Gesundheits- und Krankenschwester bzw. des diplomierten Gesundheits- und Krankenpflegers.
- Allgemeines Krankenhaus – Universitätskliniken:
  - 300 Ausbildungsplätze für Fachausbildung in der allgemeinen gesundheits- und Krankenpflege
  - 24 Ausbildungsplätze im vorbereitenden Lehrgang auf die Fachausbildung
  - 70–105 Ausbildungsplätze für die ergänzende Ausbildung
- an der Krankenanstalt Rudolfstiftung: → wurde auf das Gelände der Klinik Favoriten verlegt
  - 210 Ausbildungsplätze, dreijährige Ausbildung zur/zum diplomierten Gesundheits- und Krankenschwester/-pfleger
- am Sozialmedizinischen Zentrum Süd:
  - 220 Ausbildungsplätze, Dauer: 3 Jahre
  - verkürzte Ausbildung nach § 44 (Aufschulung für Pflegehelfer): 2 Jahre
- am Krankenhaus Hietzing mit Neurologischem Zentrum Rosenhügel:
  - 210 Ausbildungsplätze, dreijährige Ausbildung
- am Sozialmedizinischen Zentrum Baumgartner Höhe:
  - 105 Ausbildungsplätze, dreijährige Grundausbildung
  - 2-jährige verkürzte Ausbildung für Pflegehelfer (GuKG § 44)
- am Kaiserin-Elisabeth-Spital:
  - 160 Ausbildungsplätze, Dauer: 3 Jahre
- am Wilhelminenspital:
  - 270 Ausbildungsplätze für dreijährige Fachausbildung
- am Sozialmedizinischen Zentrum Ost:
  - 320 Ausbildungsplätze (Fachausbildung für den gehobenen Dienst für Gesundheits- u. Krankenpflege, Pflegehilfeausbildung, FH-Bachelorstudiengang GuK in Kooperation mit der FH Campus Wien, Weiterbildung Praxisanleitung)

### Schule für Kinder- und Jugendlichenpflege
- am Allgemeinen Krankenhaus:
  - 105 Ausbildungsplätze, dreijährige spezielle Grundausbildung

### Schulen für psychiatrische Gesundheits- und Krankenpflege
- am Sozialmedizinischen Zentrum Baumgartner Höhe:
  - dreijährige spezielle Grundausbildung
  - zweijährige verkürzte Ausbildung für Pflegehelfer (GuKG § 44)
  - einjährige Sonderausbildung zur psychiatrischen Gesundheits- und Krankenpflege.
  - 105 Ausbildungsplätze für die spezielle Grundausbildung und seit 2010 20 Kursplätze für die Sonderausbildung
- am Therapiezentrum Ybbs der Stadt Wien, 3370 Ybbs, Burgplatz 9:
  - 54 Ausbildungsplätze, dreijährige Ausbildung

### Medizinisch-technische Akademien in Wien
Ab dem Jahr 2007 sollte – sofern dies nicht bereits der Fall war – die Ausbildung an den medizinisch-technischen Akademien in Form einer dreijährigen Fachhochschule erfolgen.
- für den physiotherapeutischen Dienst:
am Allgemeinen Krankenhaus der Stadt Wien
am Kaiser-Franz-Josef-Spital der Stadt Wien
am Wilhelminenspital der Stadt Wien

- für den medizinisch-technischen Laboratoriumsdienst:
am Allgemeinen Krankenhaus der Stadt Wien

- für den radiologisch-technischen Dienst:
am Allgemeinen Krankenhaus der Stadt Wien
am Krankenhaus Hietzing mit Neurologischem Zentrum Rosenhügel

- für den Diätdienst und ernährungsmedizinischen Beratungsdienst:
am Allgemeinen Krankenhaus der Stadt Wien

- für den ergotherapeutischen Dienst:
am Allgemeinen Krankenhaus der Stadt Wien

- für den logopädisch-phoniatrisch-audiologischen Dienst:
am Allgemeinen Krankenhaus der Stadt Wien

- für den orthoptischen Dienst:
am Allgemeinen Krankenhaus der Stadt Wien

- Schule für den medizinisch-technischen Fachdienst:
am Allgemeinen Krankenhaus der Stadt Wien

- Akademie für Fort- und Sonderausbildungen:
am Allgemeinen Krankenhaus der Stadt Wien

## Kooperationen
SFU:
Seit 2024 arbeitet die Fakultät für Medizin in enger Zusammenarbeit mit dem Wiener Gesundheitsverbund, dieser unterstützt die Sigmund Freud Privatuniversität Wien in praktischer Ausbildung sowie in der Forschung. Ab dem Wintersemester 2024/25 werden jährlich 10 Studienplätze für Studenten reserviert, welche sich verpflichten, mehrere Jahre nach dem Studium für den Wiener Gesundheitsverbund ärztlich tätig zu sein.